# Зехново (Тверская область)
Зехново — деревня в Осташковском районе Тверской области. Входит в состав Сиговского сельского поселения.
Находится в 19 километрах к югу от города Осташков, на автодороге Р87«Ржев—Селижарово—Осташков». В 1,5 км к востоку от деревни — река Селижаровка.
Население по переписи 2002 года — 230 человек, 102 мужчины, 128 женщин.
В 1978 году к Зехново была присоединена соседняя деревня Леоновское (в 1 км к западу).

## В деревне
- МОУ Зехновская начальная общеобразовательная школа
- Библиотека (Зехновский сельский филиал районной библиотеки)
- Зехновский ФАП МУ «Осташковская ЦРБ»
- АГРС «Зехново» («Газпром»)

## История
По данным 1859 года владельческая деревня Зехново имела 93 жителя при 14 дворах. Во второй половине XIX — начале XX века деревня относилась к Котицкому приходу (Верхние Котицы) и была центром Зехновской волости Осташковского уезда Тверской губернии. В 1889 году 32 двора, 188 жителей.
В 1929—1935 годах Зехново центр сельсовета Осташковского района Западной области, с 1935 года в Калининской области.
В 1930 году в Зехнове организован колхоз «На новый путь».
В мае 1940 года произошел пожар, уничтоживший 40 домов с надворными постройками. В 1941 году в деревне было всего 19 дворов.
Во время Великой Отечественной войны, в октябре 1941-январе 1942 годов, линия фронта проходила примерно в 10 км к западу и югу от деревни, на поле к востоку от деревни был фронтовой аэродром. Братская могила воинов Красной Армии. На фронтах погибли 15 жителей Зехнова и 12 жителей Леоновского.
В 1950 году колхоз «На новый путь» влился в объединенный колхоз им. Кирова, а в 1958 году он вошел в состав совхоза «Луч свободы» (п.Сиговка). В это время в Зехнове было 25 хозяйств. В те годы здесь работала неполная средняя школа, в куст которой входили Кулатовская и Язовская начальные школы. В 1954 году местная изба-читальня преобразована в библиотеку. В 1968 году в деревне жило 229 жителей. По переписи 1989 года в Зехнове (вместе с д. Леоновское) 113 хозяйств, 268 жителей.
В 1997 году — 103 хозяйства, 283 жителя. В деревне действует водопровод, работают магазин, почта, медпункт, 9-летняя школа, библиотека, клуб.

## Зехново в кино
В селе в 1976 году снимали художественный фильм «Приезжая».